# Fran Lebowitz
Frances Ann Lebowitz (Morristown, 27 ottobre 1950) è una scrittrice e attrice statunitense.
Il regista Martin Scorsese ha realizzato due opere dedicate a lei, il film La parola a Fran Lebowitz e la docu-serie Fran Lebowitz - Una vita a New York girata nel 2020 ed uscita su Netflix nel 2021.

## Biografia
Figlia di genitori ebrei, ha dichiarato di essere atea. Trasferitasi a New York negli anni settanta, ha lavorato per Interview, il giornale di Andy Warhol. Nel 2010 Martin Scorsese realizza il documentario La parola a Fran Lebowitz e nel 2021 Fran Lebowitz - Una vita a New York.
Nel 2021 esce una raccolta di suoi scritti per la prima volta tradotti in italiano, La vita è qualcosa da fare quando non si riesce a dormire (Bompiani), a cura e traduzione di Giulio D'Antona. Nello stesso anno le viene conferito, alla carriera, il Premio Satira Forte dei Marmi.

## Filmografia

### Attrice
- The Wolf of Wall Street
- Law & Order - I due volti della giustizia (serie tv)
- Law & Order: Criminal Intent (serie tv)

## Opere
- Metropolitan Life, Dutton, 1978. ISBN 978-0-525-15562-1
- Social Studies, Random House, 1981. ISBN 978-0-394-51245-7
- Mr. Chas and Lisa Sue Meet the Pandas, Knopf, 1994. ISBN 978-0-679-86052-5
- La vita è qualcosa da fare quando non si riesce a dormire, Bompiani, 2021. ISBN 9788830104709